# Vijnanavada
El vijnanavada (विज्ञानवाद) o yogatxara (योगाचार) (IAST: Yogācāra; literalment "pràctica de ioga"; "el que practica ioga") és una escola filosòfica del budisme mahayana que sosté que res no existeix fora de la consciència.
Va aparèixer a l'Índia al voltant del segle ii, va ser introduïda a la Xina al segle vii per Xuanzang i a mitjans del mateix segle, va ser divulgada al Japó amb el nom de Hossō.
El Saṃdhinirmocana Sutra va ser el sutra fonamental del yogācāra i encara continua sent un dels seus referents principals. El Pratyutpanna Sutra i el Daśabhūmika Sutra també contenen elements yogacara mentre que el Laṅkāvatāra Sutra, també és d'una importància considerable per a aquest corrent.
Rebutja el realisme total del budisme theravada i el realisme empíric de l'escola madhyamika, inclinant-se per una postura més complicada en la qual la realitat percebuda pels humans no existeix sinó que només sembla real en virtut de la capacitat de la ment per percebre patrons de continuïtat i regularitat.
Representa una modificació del śunyavāda ('doctrina del buit'), negador del món extern dels fenòmens. L'obra més representativa, Saddharma Lankāvatāra Sutra (La manifestació de l'autèntica religió a Ceilan), és atribuïda, alternativament, als dos germans fundadors de l'escola, Asanga i Vasubandhu.